# La primula rossa (film 1982)
La primula rossa (The Scarlet Pimpernel) è un film televisivo del 1982 diretto da Clive Donner e tratto dai romanzi La primula rossa e La grande impresa della Primula Rossa della Baronessa Emma Orczy.

## Trama
Francia, 1792. Durante il periodo del Regime del Terrore della Rivoluzione francese, una lega segreta di coraggiosi inglesi sta salvando gli aristocratici francesi dalla ghigliottina. Il leader di questa società segreta è un misterioso nobile inglese conosciuto solo come Primula Rossa. Nella società nasconde la sua identità fingendosi il ricco ma stupido e apparentemente vuoto Sir Percy Blakeney. Dopo aver salvato il conte di Beaulieu e la sua famiglia, Percy viene presentato alla bellissima attrice francese Marguerite St. Just tramite suo fratello, Armand. Percy è attratta da Marguerite, ma lei ha una relazione con Paul Chauvelin, un agente di Robespierre. Proprio Chauvelin viene incaricato di scoprire chi è la Primula Rossa e catturarlo.
Dopo che Percy e i suoi soci portano di nascosto un altro aristocratico fuori dalla città mentre fanno un picnic con Marguerite, Chauvelin deduce che la Primula Rossa deve essere un nobile inglese e cerca di costringere il conte di Tournay a spiare gli inglesi. Più tardi, Marguerite e Chauvelin litigano sulle esecuzioni e lui se ne va con rabbia. Percy rivela la sua identità ad Armand e lo convince a usare i suoi legami con Chauvelin per indagare sulla prigione francese in cui è detenuto il Dauphin, figlio di Luigi XVI, ex re di Francia. Poco dopo, la Primula Rossa e i suoi soci salvano la famiglia di de Tournay.
Dopo un appassionato corteggiamento, Percy sposa Marguerite, ma presto la loro felicità viene interrotta quando scopre che lei ha firmato il mandato di cattura del marchese de St. Cyr e della sua famiglia, l'uomo responsabile del precedente attacco ad Armand. Questo porta alla decapitazione dell'intera famiglia St. Cyr. Credendo che lei stesse cercando vendetta e sia in combutta con Chauvelin, Percy diventa diffidente nei confronti della sua nuova moglie. Ignara di quello che il marito sa del suo ruolo nella morte della famiglia St. Cyr, Marguerite nota con tristezza il suo crescente disprezzo per lei e per la vita coniugale. Armand consiglia a Percy di dire a Marguerite dei suoi sospetti in modo che possa difendersi ma Percy rifiuta, anche se ammette che la amerà fino al giorno in cui morirà.
Poco dopo, Chauvelin scopre che Armand è in combutta con la Primula Rossa e lo richiama a Parigi. Ricattando Marguerite minacciando la vita di suo fratello, Chauvelin la costringe a scoprire l'identità del vigilante. Dopo aver scoperto che la Primula Rossa si incontrerà a mezzanotte, Marguerite lo dice a Chauvelin. Tuttavia, avverte immediatamente la Primula Rossa - in realtà suo marito, a sua insaputa - e aggiunge che Chauvelin ha tradito la sua fiducia e ha falsificato la sua firma. La fede di Percy in sua moglie viene ripristinata. Essendo stato ostacolato dall'incontrarli, Chauvelin parte con rabbia per Parigi. Anche Percy e i suoi compagni partono per la Francia per salvare Armand e il Delfino. Marguerite nota che lo stemma della famiglia di Percy porta una primula scarlatta e deduce la sua identità.
Dopo che Armand ha organizzato il licenziamento dei carcerieri incaricati delle cure del Delfino, Percy e i suoi compagni riescono a far uscire il Delfino dalla città. Il ragazzo viene portato in un castello sulla costa francese, ma Percy viene presto catturato mentre cerca di salvare Armand. Marguerite fa visita al marito in prigione, dove le dice di organizzare le cose affinché il Baron de Batz - un austriaco interessato a salvare il Delfino - porti il ragazzo fuori dalla Francia la notte successiva. Più tardi, Percy accetta di portare personalmente Chauvelin al Delfino. Chauvelin e Percy, insieme a Marguerite e Armand che sono ostaggi, arrivano al castello, ma il Delfino è già stato portato via.
Arrabbiato per l'inganno, Chauvelin ordina l'esecuzione di Percy, ma il plotone di esecuzione è composto da membri della lega della Primula Rossa, travestiti da guardie di Chauvelin. Percy viene salvato e torna a duellare con Chauvelin e ha la meglio. Percy decide di lasciare decidere del destino di Chauvelin a Robespierre. Impersonando Chauvelin per assicurarsi la fuga, Armand parte dal castello insieme alle truppe francesi che Chauvelin aveva di stanza lì. Percy e Marguerite salpano, felicemente innamorati.

## Produzione
La primula rossa è basato sul romanzo omonimo della Baronessa Emma Orczy. Questo adattamento del 1982 venne prodotto dalla London Films e diretto da Clive Donner. Le riprese ebbero luogo in vari siti del XVIII° secolo, tra cui Blenheim Palace, Ragley Hall, Broughton Castle e Milton Manor. Il film ha una durata di quasi tre ore perché contiene alcune sottotrame tratte da un altro romanzo della Orczy, nel quale la Primula rossa salva il Delfino di Francia dalla prigione in cui era rinchiuso.
Anthony Andrews, vincitore di un BAFTA come miglior attore per la sua interpretazione nella serie Ritorno a Brideshead, interpreta nel film il ruolo di Sir Percy Blakeney, la Primula rossa. Altri membri del cast sono Ian McKellen e Jane Seymour. Candidata ad un Golden Globe per La valle dell'Eden, la Seymour interpreta Marguerite St. Just. Nel 1989 la Seymour interpreterà Maria Antonietta nella miniserie La rivoluzione francese.

### Riconoscimenti
Ai 35° Emmy Awards, il costumista Phyllis Dalton vinse un Emmy Award. Il film inoltre ricevette candidature per Outstanding Drama Special (ai produttori David Conroy e Mark Shelmerdine) e per l'Outstanding Art Direction for a Limited Series or a Special (a Tony Curtis e Carolyn Scott).

## Conseguenze
La scrittrice Lauren Willig ha citato il film come maggior fonte d'ispirazione per il suo romanzo The Secret History of the Pink Carnation (2005).